# Trusham
Trusham – wieś i civil parish w Anglii, w Devon, w dystrykcie Teignbridge. W 2011 civil parish liczyła 184 mieszkańców. Trusham jest wspomniana w Domesday Book (1086) jako Trisma.